# Marburg-Biedenkopf
Marburg-Biedenkopf là một huyện ở phía tây bang Hessen, Đức. Các huyện giáp ranh là Waldeck-Frankenberg, Schwalm-Eder, Vogelsberg (huyện), Gießen (huyện), Lahn-Dill, Siegen-Wittgenstein.
Huyện được lập năm 1974 khin các huyện Marburg, Biedenkopf và thành phố Marburg đã được hợp nhất.
Huyện này có quan hệ hợp tác với Huntingdonshire ở Anh quốc, quận Charlottenburg ở Berlin, và huyện Kościerzyna ở Ba Lan.
Sông chính chảy qua huyện này là Lahn.

## Thị xã và đô thị
| Thị xã | Đô thị                                                                                            |                                                                                         |
| --- | ------------------------------------------------------------------------------------------------- | --------------------------------------------------------------------------------------- |
| 1. Amöneburg 2. Biedenkopf 3. Gladenbach 4. Kirchhain 5. Marburg 6. Neustadt 7. Rauschenberg 8. Stadtallendorf 9. Wetter | 1. Angelburg 2. Bad Endbach 3. Breidenbach 4. Cölbe 5. Dautphetal 6. Ebsdorfergrund 7. Fronhausen | 1. Lahntal 2. Lohra 3. Münchhausen am Christenberg 4. Steffenberg 5. Weimar 6. Wohratal |